# Bielany (powiat płoński)
Bielany – wieś sołecka w Polsce położona w województwie mazowieckim, w powiecie płońskim, w gminie Raciąż.
W latach 1975–1998 miejscowość należała administracyjnie do województwa ciechanowskiego. 1 stycznia 2003 gajówka Bielany została zlikwidowana jako osobna miejscowość i weszła w skład wsi Bielany.